# Joan Adler
Joan Elisabeth Adler (nacida el 13 de junio de 1950 en Sídney , Australia) es una física computacional en el  Technion - Instituto de Tecnología de Israel. Su investigación incluye teoría de la percolación (paso lento de fluidos a través de materiales porosos), modelos de celosía y redes neuronales.

## Biografía
Adler se graduó en matemáticas y física de la Universidad de Sídney en 1974. Completó su doctorado en física en 1980, en la Universidad de Nueva Gales del Sur. Trabajó en el Technion desde 1980 hasta 1984 como becaria postdoctoral e investigadora asociada, regresó como investigadora principal en 1988 y se convirtió en becaria investigadora en 2000. Fue la presidenta de la Sociedad Física de Israel entre 2005 y 2007.
Es  miembro del Institute of Physics desde 2005.